# Бакари Саня
Бакари Саня (на френски: Bacary Sagna) е бивш френски национален футболен защитник от сенегалски произход.

## Клубна кариера

### Оксер
Саня изиграва 87 мача с екипа на Оксер в Лига 1, както и бе част от отбора през 2005 г., когато Оксер печели купата на Франция. Също така играе и в турнира УЕФА Къп с Оксер и има изиграни общо 17 участия с в трите сезона на отбора в турнира.

### Арсенал

#### 2007 – 2008
На 12 юли 2007 г. Саня преминава към Арсенал за несъобщена сума, но медиите съобщават първоначално 9 милиона, а след това 11 милиона евро. Облича фланелка с номер 3, която носеше Ашли Коул преди да напусне и да премине в Челси. Саня прави своя дебют за Арсенал в приятелска среща в Австрия срещу Генчлербирлиги, срещата завърва 3 – 0 в полза на Арсенал. В първенството дебютира срещу Фулъм на Емирейтс, завършила с победа за Арсенал и оставя добри впечатления с играта си. Въпреки скорошното му пристигане в отбора, Венгер веднага го слага титуляр на десния фланг на защитата, като от там измества Емануел Ебуе и го слага в халфовата линия. На 23 март 2008 г. вкарва първия си гол за Арсенал, в мач срещу Челси. Отбелязва го след центриране от корнер, а го посвещава на брат си, който умира месец преди това. И въпреки получената контузия в мача той остава на терена и срещата завършва 2 – 1 в полза на Арсенал. Завършва сезона на 4-то място в класацията на сайта, определена от феновете.

#### 2008 – 2009
На 4 юни 2008 г. Саня подписва нов договор с Арсенал до 2014 г. Саня казва „Обичам Арсенал, те са голям клуб“, след което добавя: „Мениджърът също е много добър и следващия сезон ще се борим за всички трофеи“.

## Международна кариера
Дебюта с националната фланелка на Франция изиграва на 22 август 2007 г. в приятелска среща срещу Словакия, която печелят с 1 – 0, като влиза на мястото на Франсоа Клерк и изиграва 30 минути. В следващия мач изиграва 90 минути в квалификацията за Евро 2008 срещу Фарьорските острови, който завършва 6 – 0 в полза на Франция.

## Статистика
(обновено на 7 април 2009)
| Клуб         | Сезон        | Първенство | Първенство | Първенство | Купи   | Купи   | Купи       | Европейски клубни турнири | Европейски клубни турнири | Европейски клубни турнири | Общо   | Общо   | Общо       |
| Клуб         | Сезон        | Мачове     | Голове     | Асистенции | Мачове | Голове | Асистенции | Мачове                    | Голове                    | Асистенции                | Мачове | Голове | Асистенции |
| ------------ | ------------ | ---------- | ---------- | ---------- | ------ | ------ | ---------- | ------------------------- | ------------------------- | ------------------------- | ------ | ------ | ---------- |
| Оксер        | 2004 – 05    | 26         | 0          | -          | 0      | 0      | -          | 10                        | 0                         | 0                         | 36     | 0      | 0          |
| Оксер        | 2005 – 06    | 23         | 0          | -          | 0      | 0      | -          | 1                         | 0                         | 0                         | 24     | 0      | 7          |
| Оксер        | 2006 – 07    | 38         | 0          | 5          | 1      | 0      | -          | 8                         | 0                         | 0                         | 47     | 0      | 5          |
| Общо         | Общо         | 87         | 0          |            | 1      | 0      |            | 19                        | 0                         | 0                         | 107    | 0      | 12         |
| Арсенал      | 2007 – 08    | 29         | 1          | 4          | 1      | 0      | 0          | 8                         | 0                         | 2                         | 40     | 1      | 6          |
| Арсенал      | 2008 – 09    | 32         | 0          | 0          | 7      | 0      | 0          | 9                         | 0                         | 0                         | 49     | 0      | 1          |
| Общо         | Общо         | 61         | 1          | 4          | 8      | 0      | 0          | 17                        | 0                         | 2                         | 89     | 1      | 7          |
| Кариера общо | Кариера общо | 148        | 1          | 4          | 9      | 0      | 0          | 36                        | 0                         | 2                         | 196    | 1      | 19         |

## Успехи
С Оксер
- Купа на Франция 2005
- Трофей на шампионите – второ място 2005

Индивидуални
- Най-добър играч на Оксер за сезон 2006/07
- Най-добър десен защитник във Франция за сезон 2006/07
- Отбор на френската Лига 1 за сезон 2006/07

С Арсенал
- Емирейтс къп 2007
- Турнир Амстердам 2007